# 17a etapa del Tour de França de 2015
La 17a etapa del Tour de França de 2015 es disputà el dimecres 22 de juliol de 2015 sobre un recorregut de 161 km entre la vila francesa de Dinha i l'estació d'esquí Pra-Loup.
El vencedor de l'etapa fou l'alemany Simon Geschke (Team Giant-Alpecin), que es presentà en solitari a la meta de Pra-Loup després d'una llarga escapada. Andrew Talansky (Cannondale-Garmin) i Rigoberto Urán (Etixx-Quick Step) acabaren segon i tercer respectivament. En la classificació general destacaren els més de dos minuts perduts per Alberto Contador (Team Tinkoff-Saxo), fruit d'una caiguda i avaria en el descens del coll d'Alòs, que l'allunyaren quasi definitivament de la lluita pel podi; i l'abandonament del fins aleshores tercer classificat, l'estatunidenc Tejay van Garderen (BMC Racing Team).

## Recorregut

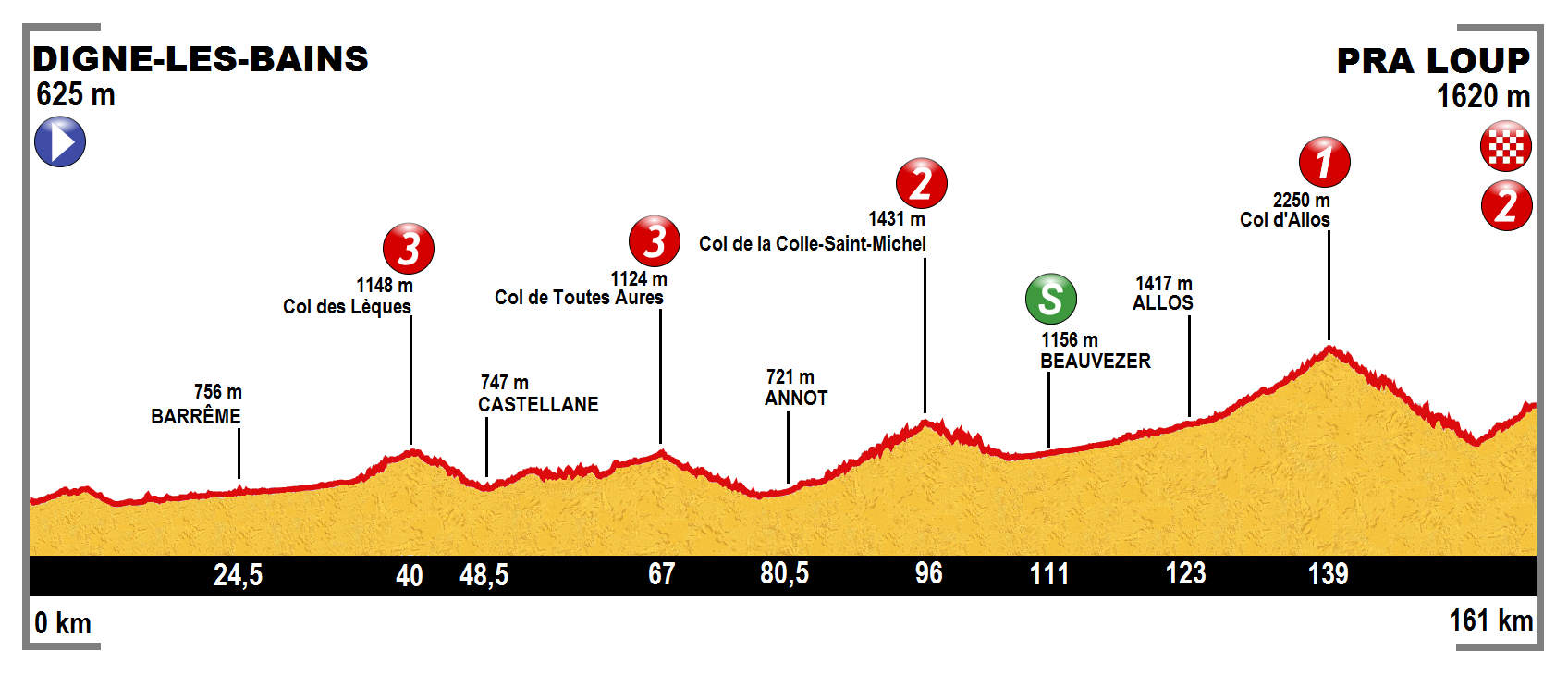
Recorregut de la 17a etapa

Primera etapa alpina de la present edició, amb un recorregut idèntic al disputat en la cinquena etapa del Critèrium del Dauphiné que guanyà Romain Bardet (AG2R La Mondiale).
L'etapa compta amb cinc ports puntuables en el seu recorregut. Els dos primers ports, de tercera, són el coll de Lèques (6 km al 5,3%) i el de Toutes Aures (6,1 km al 3,1%), situats als quilòmetres 40 i 67 d'etapa. Posteriorment es passarà pel coll de la Colle-Saint-Michel (11 km al 5,2%), de segona i que es corona al quilòmetre 96. El quart dels ports a superar és el coll d'Alòs, de primera, amb 14 km al 5,5%, el descens del qual enllaça amb l'ascensió final a l'estació d'esquí de Pra-Loup, de segona i 6,2 al 6,5%. L'esprint del dia es troba a Bèuveser (km 111). El 25 de juny de 2015 l'organització anuncià que per culpa d'una esllavissada el pas pels colls de Télégraphe i Galibier no seria possible, amb la qual cosa el souvenir Henri-Desgrange, que premia el ciclista que passa en primera posició pel cim més alt del Tour, no seria el Galibier, sinó el coll d'Alòs (2250 m).

## Desenvolupament de l'etapa
Primers quilòmetres molt moguts, amb diversos intents d'escapada, però no fou fins a l'ascensió al coll de Toutes Aures quan es formà l'escapada del dia, formada per 28 ciclistes. En tot aquest primer tram de cursa l'estatunidenc Tejay van Garderen (BMC Racing Team) mostrà clars símptomes de debilitat, quedant despenjat en nombroses ocasions del gran grup i visitant el metge de cursa. En l'ascensió al coll de la Colle-Saint-Michel, Alberto Contador (Team Tinkoff-Saxo) intentà l'aventura en solitari, però ràpidament fou neutralitzat pels home del Team Sky. Aquest atac suposà un nou despenjament de Van Garderen, que poc després posà els peus a terra i abandonà la cursa. Benoît Vaugrenard (FDJ) fou el primer al pas per l'esprint de Bèuveser (km 111) i tot seguit Simon Geschke (Team Giant-Alpecin) atacà i deixà enrere els seus companys d'escapada, per iniciar l'ascensió al coll d'Alòs amb 1' 10" sobre el primer perseguidor. En l'ascensió Geschke mantingué la diferència i coronà el souvenir Henri-Desgrange amb 1 minut sobre Thibaut Pinot (FDJ). En el descens Pinot patí una caiguda i fou superat per Andrew Talansky i Rigoberto Urán, però Geschke fou capaç de mantenir una diferència considerable que li permeté obtenir la seva victòria més important com a professional.
Per darrere, el grup dels favorits circulava a gairebé deu minuts en començar l'ascensió al coll d'Alòs. Tot i alguns moviments en l'ascensió, el punt clau de l'etapa fou en el llarg i revirat descens, quan a Contador li patinà una roda i caigué. Això l'obligà a canviar de bicicleta, que li cedí Peter Sagan, una bicicleta que no era de la seva mida i amb la qual va haver de fer tot el descens del coll. No fou fins al pla quan l'equip li proporcionà la seva bicicleta de recanvi, però aleshores ja tenia perduts més de dos minuts respecte a Froome. Entre la resta de favorits no hi hagué grans canvis i Alejandro Valverde passà a ocupar la tercera posició en la classificació general.

## Resultats

### Classificació de l'etapa
|    | Ciclista                   | Equip              | Temps      |
| -- | -------------------------- | ------------------ | ---------- |
| 1  | Simon Geschke (GER)        | Team Giant-Alpecin | 4h 12' 17" |
| 2  | Andrew Talansky (USA)      | Cannondale-Garmin  | + 32"      |
| 3  | Rigoberto Urán (COL)       | Etixx-Quick Step   | + 1' 01"   |
| 4  | Thibaut Pinot (FRA)        | FDJ                | + 1' 36"   |
| 5  | Mathias Frank (SUI)        | IAM Cycling        | + 1' 40"   |
| 6  | Steven Kruijswijk (NED)    | Team LottoNL-Jumbo | + 2' 27"   |
| 7  | Nicolas Roche (IRL)        | Team Sky           | + 3' 02"   |
| 8  | Jonathan Castroviejo (ESP) | Movistar Team      | + 3' 04"   |
| 9  | Serge Pauwels (BEL)        | MTN Qhubeka        | + 3' 05"   |
| 10 | Adam Yates (GBR)           | Orica-GreenEDGE    | + 3' 21"   |

### Punts atribuïts
| 1r  | Benoît Vaugrenard (FRA)    | FDJ                | 20 pts |
| 2n  | John Degenkolb (GER)       | Team Giant-Alpecin | 17 pts |
| 3r  | Peter Sagan (SVK)          | Team Tinkoff-Saxo  | 15 pts |
| 4t  | Simon Geschke (GER)        | Team Giant-Alpecin | 13 pts |
| 5è  | Mathias Frank (SUI)        | IAM Cycling        | 11 pts |
| 6è  | Kristijan Đurasek (CRO)    | Lampre-Merida      | 10 pts |
| 7è  | Thibaut Pinot (FRA)        | FDJ                | 9 pts  |
| 8è  | Daniel Teklehaimanot (ERI) | MTN Qhubeka        | 8 pts  |
| 9è  | Merhawi Kudus (ERI)        | MTN Qhubeka        | 7 pts  |
| 10è | Gorka Izagirre (ESP)       | Movistar Team      | 6 pts  |
| 11è | Nicolas Edet (FRA)         | Cofidis            | 5 pts  |
| 12è | Rafał Majka (POL)          | Team Tinkoff-Saxo  | 4 pts  |
| 13è | Richie Porte (AUS)         | Team Sky           | 3 pts  |
| 13è | Adam Yates (GBR)           | Orica-GreenEDGE    | 2 pts  |
| 15è | Nicolas Roche (IRL)        | Team Sky           | 1 pt   |

| 1r  | Simon Geschke (GER)        | Team Giant-Alpecin | 20 pts |
| 2n  | Andrew Talansky (USA)      | Cannondale-Garmin  | 17 pts |
| 3r  | Rigoberto Urán (COL)       | Etixx-Quick Step   | 15 pts |
| 4t  | Thibaut Pinot (FRA)        | FDJ                | 13 pts |
| 5è  | Mathias Frank (SUI)        | IAM Cycling        | 11 pts |
| 6è  | Steven Kruijswijk (NED)    | Team LottoNL-Jumbo | 10 pts |
| 7è  | Nicolas Roche (IRL)        | Team Sky           | 9 pts  |
| 8è  | Jonathan Castroviejo (ESP) | Movistar Team      | 8 pts  |
| 9è  | Serge Pauwels (BEL)        | MTN Qhubeka        | 7 pts  |
| 10è | Adam Yates (GBR)           | Orica-GreenEDGE    | 6 pts  |
| 11è | Jan Bakelants (BEL)        | AG2R La Mondiale   | 5 pts  |
| 12è | Daniel Teklehaimanot (ERI) | MTN Qhubeka        | 4 pts  |
| 13è | Rafał Majka (POL)          | Team Tinkoff-Saxo  | 3 pts  |
| 14è | Merhawi Kudus (ERI)        | MTN Qhubeka        | 2 pts  |
| 15è | Ryder Hesjedal (CAN)       | Cannondale-Garmin  | 1 pt   |

### Ports de muntanya
| 1r | Rafał Majka (POL)       | Team Tinkoff-Saxo | 2 pts |
| 2n | Kristijan Đurasek (CRO) | Lampre-Merida     | 1 pt  |

| 1r | Serge Pauwels (BEL)        | MTN Qhubeka | 2 pts |
| 2n | Daniel Teklehaimanot (ERI) | MTN Qhubeka | 1 pt  |

| 1r | Serge Pauwels (BEL)     | MTN Qhubeka        | 5 pts |
| 2n | José Herrada (ESP)      | Movistar Team      | 3 pts |
| 3r | Kristijan Đurasek (CRO) | Lampre-Merida      | 2 pts |
| 4t | John Degenkolb (GER)    | Team Giant-Alpecin | 1 pt  |

| 1r | Simon Geschke (GER)     | Team Giant-Alpecin | 10 pts |
| 2n | Thibaut Pinot (FRA)     | FDJ                | 8 pts  |
| 3r | Andrew Talansky (USA)   | Cannondale-Garmin  | 6 pts  |
| 4t | Mathias Frank (SUI)     | IAM Cycling        | 4 pts  |
| 5è | Steven Kruijswijk (NED) | Team LottoNL-Jumbo | 2 pts  |
| 6è | Adam Yates (GBR)        | Orica-GreenEDGE    | 1 pt   |

- 5. Pra-Loup. 1.620 m. 2a categoria (km 161) (6,2 km al 6,5%)

| 1r | Simon Geschke (GER)   | Team Giant-Alpecin | 5 pts |
| 2n | Andrew Talansky (USA) | Cannondale-Garmin  | 3 pts |
| 3r | Rigoberto Urán (COL)  | Etixx-Quick Step   | 2 pts |
| 4t | Thibaut Pinot (FRA)   | FDJ                | 1 pt  |

## Classificacions a la fi de l'etapa

### Classificació general
|    | Ciclista                 | Equip                 | Temps       |
| -- | ------------------------ | --------------------- | ----------- |
| 1  | Chris Froome (GBR)       | Team Sky              | 69h 06' 49" |
| 2  | Nairo Quintana (COL)     | Movistar Team         | + 3' 10"    |
| 3  | Alejandro Valverde (ESP) | Movistar Team         | + 4' 09"    |
| 4  | Geraint Thomas (GBR)     | Team Sky              | + 6' 34"    |
| 5  | Alberto Contador (ESP)   | Team Tinkoff-Saxo     | + 6' 40"    |
| 6  | Robert Gesink (NED)      | Team LottoNL-Jumbo    | + 7' 39"    |
| 7  | Vincenzo Nibali (ITA)    | Astana Qazaqstan Team | + 8' 04"    |
| 8  | Mathias Frank (SUI)      | IAM Cycling           | + 8' 47"    |
| 9  | Bauke Mollema (NED)      | Trek Factory Racing   | + 11' 47"   |
| 10 | Warren Barguil (FRA)     | Team Giant-Alpecin    | + 13' 08"   |

### Classificació per punts
|   | Ciclista             | Equip             | Punts |
| - | -------------------- | ----------------- | ----- |
| 1 | Peter Sagan (SVK)    | Team Tinkoff-Saxo | 420   |
| 2 | André Greipel (GER)  | Lotto Soudal      | 316   |
| 3 | John Degenkolb (GER) | Etixx-Quick Step  | 281   |

### Classificació de la muntanya
|   | Ciclista                | Equip                 | Punts |
| - | ----------------------- | --------------------- | ----- |
| 1 | Chris Froome (GBR)      | Team Sky              | 61    |
| 2 | Joaquim Rodríguez (CAT) | Team Katusha          | 52    |
| 3 | Jakob Fuglsang (DEN)    | Astana Qazaqstan Team | 41    |

### Classificació del millor jove
|   | Ciclista             | Equip              | Temps       |
| - | -------------------- | ------------------ | ----------- |
| 1 | Nairo Quintana (COL) | Movistar Team      | 69h 09' 59" |
| 2 | Warren Barguil (FRA) | Team Giant-Alpecin | + 9' 58"    |
| 3 | Romain Bardet (FRA)  | AG2R La Mondiale   | + 12' 54"   |

### Classificació per equips
|    | Equip         | Temps        |
| -- | ------------- | ------------ |
| 1r | Movistar Team | 208h 18' 05" |
| 2n | MTN Qhubeka   | + 16' 57"    |
| 3r | Team Sky      | + 33' 41"    |

## Abandonaments
- Laurent Didier (LUX) (Trek Factory Racing). No surt.[7]
- Jérôme Coppel (FRA) (IAM Cycling). Abandona.[8]
- Nathan Haas (AUS) (Cannondale-Garmin). Abandona.[8]
- Tejay van Garderen (USA) (BMC Racing Team). Abandona.[9]
- Sam Bennett (IRL) (Bora-Argon 18). Abandona.[10]
- Michał Kwiatkowski (POL) (Etixx-Quick Step). Abandona.[11]